# Summersiella coprosmae
Summersiella coprosmae är en spindeldjursart som först beskrevs av Charles Thorold Wood 1967.  Summersiella coprosmae ingår i släktet Summersiella och familjen Stigmaeidae. Inga underarter finns listade i Catalogue of Life.